# Кеймбридж (Новая Зеландия)
Кеймбридж (англ. Cambridge) — город в новозеландском регионе Уаикато. В Новой Зеландии город известен под прозвищем «Город деревьев».

## Название
Город был назван командующим британскими войсками в Новой Зеландии, генералом Дунканом Кэмероном (1808—1888), который нашёл большое сходство между рекой Уаикато в этом районе с рекой Кэм в английском графстве Кембриджшир.

## География
Кеймбридж расположен на низменной местности, через которую протекает река Уаикато, недалеко от восточного края Среднеуикатской равнины. В нескольких километрах к северо-востоку от города находятся холмы Маунгакава, а юго-востоку — горный хребет Пукекура. Ближайший крупный город, Гамильтон, находится в 24 км к северо-западу от Кеймбриджа.

## История
Задолго до появления европейцев в районе, где сейчас располагается город, проживали представители новозеландского народа маори. Недалеко от современного Кеймбриджа находилось маорийское фортификационное сооружение, или па. В июне 1864 года, в ходе Новозеландских земельных войн, этот район был выбран для строительства военного поселения. Уже в 1865 году в нём расположился третий полк Уаикато. После окончания вооружённых конфликтов с маори Кеймбридж стал сельским городком. В 1868 году он получил статус шоссейного округа под управлением совета попечителей. В 1882 году Кеймбридж стал городским округом, а в 1886 году — боро.
На противоположном берегу Уаикато расположился небольшое поселение Лимингтон. В 1905 году он также получил статус самостоятельного городского округа, однако в 1958 году вошёл в состав боро Кеймбридж.
Основной отраслью города является сельское хозяйство (молочное животноводство, овцеводство). Развита пищевая промышленность (прежде всего, производство сыра), деревообработка, производство железобетонных изделий. Действует центр по разведению чистокровных верховых лошадей.

## Города-побратимы
- Бихоро (Япония)
- Ле-Кенуа (Франция)[2]